# Neopilina galatheae
Neopilina galatheae är en blötdjursart som beskrevs av Henning Mourier Lemche 1957. Neopilina galatheae ingår i släktet Neopilina och familjen Neopilinidae. Inga underarter finns listade i Catalogue of Life.